# Stambeno-gospodarski sklop Nikolić – Krstulović kod Velog Škripa
Stambeno-gospodarski sklop Nikolić - Krstulović nalazi se na prilazu selu Velom Škripu na Braču, na adresi Rokova 3.

## Opis
Stambeno-gospodarski sklop Nikolić-Krstulović na prilazu Velom Škripu ograđen je 1771. visokim ogradnim zidom. Kamena jednokatnica s kraja 18. stoljeća dograđena je uz niz suhozidnih prizemnica sa zgradom stare kuhinje. Na prvi kat vodi vanjsko kameno stepenište, a s južne strane prema vrtu je prizidana terasa. U sjevernom dijelu dvorišta je prizemnica s tijeskom za mljevenje maslina, te u živcu izdubljena cisterna. Sklop je vrijedan primjer ruralnog stambeno-gospodarskog sklopa 18. stoljeća.

## Zaštita
Pod oznakom Z-1875 zaveden je kao nepokretno kulturno dobro - pojedinačno, pravna statusa zaštićena kulturnog dobra, klasificirano kao "stambene građevine".